# Robert Carrington, II barone Carrington
Robert John Carington, II barone Carrington (16 gennaio 1796 – Westminster, 17 marzo 1868), è stato un nobile e politico inglese.

## Biografia
Era l'unico figlio maschio di Robert Smith, I barone Carrington, e della sua prima moglie, Anne Boldero-Barnard. Studiò all'Eton College e al Christ's College.

### Carriera
Fu deputato per Wendover (1818–1820), per Buckinghamshire (1820–1821) e per High Wycombe (1831–1838). È stato colonnello della Royal Buckinghamshire Milizia. Successe al titolo di Barone Carrington, il 18 settembre 1838. Ha ricoperto la carica di Lord luogotenente del Buckinghamshire (1839–1868).
Il 26 agosto 1839 il suo nome è stato cambiato legalmente in Carington.

## Matrimoni

### Primo Matrimonio
Sposò, il 17 giugno 1822, Elizabeth Katherine Weld Forester (15 novembre 1803-23 luglio 1832), figlia di Cecil Weld Forester, I barone Forester. Ebbero una figlia:
- Cecil Katherine Mary Carrington (?-2 agosto 1907), sposò Charles Colville, I visconte Colville, ebbero quattro figli.

### Secondo Matrimonio
Sposò, il 10 agosto 1840, Charlotte Augusta Annabella Drummond-Willoughby (3 novembre 1815-26 luglio 1879), figlia di Peter Drummond-Burrell, XXI barone Willoughby. Ebbero cinque figli:
- Augusta Clementina Carington (10 giugno 1841-23 marzo 1922), sposò Archibald Campbell, I barone Blythswood, non ebbero figli;
- Robert Wynn Carrington, I marchese di Lincolnshire (16 maggio 1843-13 giugno 1928);
- Sir William Henry Peregrine Carington (28 luglio 1845-7 ottobre 1914), sposò Juliet Warden, non ebbero figli;
- Eva Elizabeth Carington (12 maggio 1847-20 giugno 1919), sposò Charles Stanhope, VIII conte di Harrington, non ebbero figli;
- Rupert Carington, IV barone Carrington (18 dicembre 1852-11 novembre 1929).

## Morte
Morì il 17 marzo 1868 a Whitehall, Londra. Fu sepolto il 25 marzo 1868 a Moulsoe.